# Landeskommando Berlin

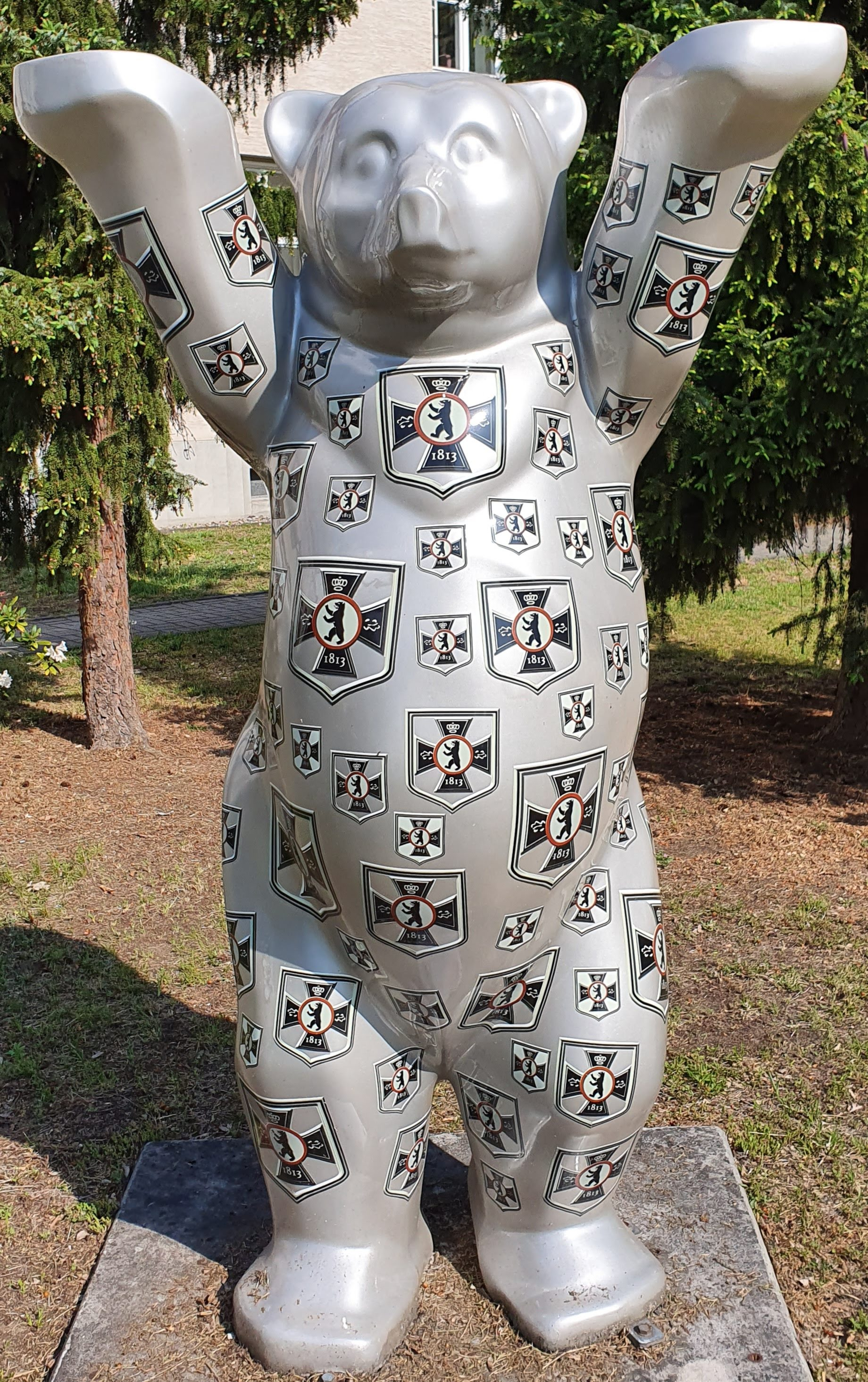
Buddy Bär (Modell „Tänzer“)

Das Landeskommando Berlin (LKdo BE) in der Julius-Leber-Kaserne in Berlin ist die zum 15. Oktober 2020 aufgestellte territoriale Kommandobehörde der Bundeswehr für das Land Berlin. Das Landeskommando ist dem Operativen Führungskommando der Bundeswehr unterstellt und primärer Ansprechpartner für den Senat von Berlin im Rahmen der Zivil-Militärischen Zusammenarbeit in allen Fragen von Unterstützungsleistungen der Bundeswehr bei Naturkatastrophen, besonders schweren Unglücksfällen, im Rahmen der Amtshilfe und der dringenden Eilhilfe.

## Geschichte
Das Kommando Territoriale Aufgaben der Bundeswehr führte bis zum Ablauf des September 2020 durch den General für Standortaufgaben Berlin und durch die Abteilung für Standortaufgaben Berlin die territorialen Aufgaben des im Januar 2013 aufgelösten Standortkommandos Berlin weiter. Im Zuge der Aufstellung übernahm das LKdo BE diese Aufgaben und die Abteilung, als auch der General für Standortaufgaben Berlin wurden Ende September 2020 aufgelöst und in den Aufstellungsstab des Landeskommandos Berlin überführt. Das Landeskommando wurde mit Wirkung vom 15. Oktober 2020 in Dienst gestellt; der feierliche Aufstellungsappell fand am 15. Oktober 2020 statt.
Seit dem 14. Juli 2022 befindet sich in den Räumlichkeiten des Landeskommandos eine kleine militärhistorische Sammlung unter dem Titel „49 Jahre französische Streitkräfte in Berlin 1945–1994“, die anhand von zeitgenössischen Fotoaufnahmen, Exponaten der verschiedenen militärischen Dienststellen des Quartier Napoléon und Berichten über den Dienstalltag vor allem die Geschichte des Standorts unter französischer Regie bis in die 1990er Jahre zeigt.

## Führung
| Nr. | Name                                | Beginn der Amtszeit | Ende der Amtszeit  |
| --- | ----------------------------------- | ------------------- | ------------------ |
| 1.  | Brigadegeneral Andreas Henne        | 15. Oktober 2020    | 15. Oktober 2020   |
| 2.  | Brigadegeneral Jürgen Karl Uchtmann | 15. Oktober 2020    | 13. September 2024 |
| 3.  | Brigadegeneral Horst Busch          | 13. September 2024  | –                  |

## Auftrag
Das Kommando hat folgende Aufträge:
- Das Landeskommando ist Repräsentant der Bundeswehr im Land Berlin.
- Es führt Großveranstaltungen und Projekte im Land durch.
- Es führt drei nicht aktive Bezirksverbindungskommandos (BVK), die dem Senat von Berlin, der Berliner Polizei und der Berliner Feuerwehr zugeordnet sind, sowie 12 nicht aktive Kreisverbindungskommandos (KVK), die den zwölf Bezirken Berlins zugeordnet sind. Die nicht aktiven Verbindungskommandos sind ausschließlich mit Reservisten besetzt und beraten ihre zivilen Gegenüber. Dies dient der Planung, Vorbereitung und Koordination von Amts- und Katastrophenhilfe.
- Im Rahmen der Zivil-Militärischen Zusammenarbeit fasst es Unterstützungsanforderungen zusammen, bewertet diese und legt sie aufbereitet dem Operativen Führungskommando der Bundeswehr vor.
- Es bereitet die Aufnahme und den Einsatz der Bundeswehrkräfte in Abstimmung mit dem verantwortlichen zivilen Katastrophenschutzstäben vor und koordiniert deren Einsatz nach den Vorgaben und Prioritäten der zivilen Seite und verfügt so über ein militärisches Lagebild der eingesetzten und noch verfügbaren Bundeswehrkräfte.
- Es koordiniert Host Nation Support, gemäß NATO-Truppenstatut im Land.
- Es nimmt Aufgaben des Standortältesten wahr.
- Es betreut Besuchergruppen im Bundesministerium der Verteidigung.
- Es betreibt das Tagungszentrum des Bundesministeriums der Verteidigung in der Julius-Leber-Kaserne.

## Wappen
Das Landeskommando Berlin hat das Wappen des ehemaligen Standortkommandos Berlin übernommen. Es zeigt als Hinweis auf den Stationierungsraum den Berliner Bären, ähnlich wie im Wappen Berlins, im kleinen, runden silbernen Schild mit rotem Bord. Dieser kleine Schild ist auf das Eiserne Kreuz aufgelegt. Das Eiserne Kreuz ist das Hoheitssymbol der Bundeswehr und früherer deutscher Streitkräfte. In der Darstellung ähnelt es der Ausführung aus dem Stiftungsjahr 1813 (mit Eichenlaub, Stiftungsjahr und preußischer Krone in den Strahlen). Das Jahr 1813 markiert, neben der Schaffung des Eisernen Kreuzes als Auszeichnung in diesem Jahr, einen historisch wichtigen Meilenstein in den Befreiungskriegen gegen Napoleon Bonaparte und dem preußischen Volkskrieg, der den Weg zur Bildung des späteren deutschen Nationalstaats ebnete.